# Полуночный танец дракона
«Полуночный танец дракона» (оригинальное название — «На посошок»; англ. One More for the Road) — сборник рассказов Рэя Брэдбери. Издан в 2002 году.

## Описание
Жизнь — это сделка с Богом, за которую надо платить. Старый трамвай везёт гуляк из танцевального зала — в прошлое. Пьяный киномеханик путает местами части фильма — и тот получает в Каннах «Золотую пальмовую ветвь». От классика американской литературы — двадцать пять историй о любви и смерти.
Я никогда не пытался соревноваться с другими писателями, мне только хотелось защитить их. Ведь так много моих любимых авторов были несчастными людьми с необычайно трагической судьбой. Пришлось изобретать разного рода машины, позволяющие путешествовать во времени хотя бы для того, чтобы сказать им: «Я люблю вас». Вы встретитесь здесь с этими машинами. Здесь тот самый, рождённый старыми фотографиями, фильмами, комиксами и встречами ливень образов, под который попадает человек, идущий по жизни без зонтика. Я счастлив, что мне довелось пройти под этим ливнем, чудесно промокнуть и суметь дописать эту книгу до конца.Рэй Брэдбери

## Содержание сборника
1. День первый./First Day (2002)
2. Пересадка сердца./Heart Transplant (1981)
3. Quid Pro Quo (2000)
4. После бала./After the Ball (2002)
5. In memoriam./In Memoriam (2002)
6. Тет-а-тет/Tetе-a-Tete (2002)
7. Полуночный танец дракона/The Dragon Danced at Midnight (= The Year the Glop-Monster Won the Golden Lion at Cannes) (1966)
8. Девятнадцатая лунка./The Nineteenth (2002)
9. Звери./Beasts (2002)
10. Осенний день./Autumn Afternoon (2002)
11. Если вокруг пустота, есть где разгуляться./Where All is Emptiness There is Room to Move (2002)
12. Театр одной актрисы./One-Woman Show (2002)
13. Прощальное путешествие Лорела и Гарди к Альфе Центавра./ The Laurel and Hardy Alpha Centauri Farewell Tour (2000)
14. Объедки./Leftovers (2002)
15. Пора в путь-дорогу./One More for the Road (2002)
16. Мандарин./Tangerine (2002)
17. С улыбкой щедрою, как лето./With Smiles as Wide as Summer (1961)
18. Переходный период./Time Intervening (= Провал во времени / Interim) (1947)
19. Враг в пшеничном поле./The Enemy in the Wheat (1994)
20. Поберегись!/Fore! (2001)
21. Мой сын Макс./My Son, Max (1993)
22. Аккумулятор Скота Фицджеральда/Толстого/Ахава./The F.Scott/Tolstoy/Ahab Accumulator (2002)
23. Ну и что же ты можешь сказать в своё оправдание?/Well, What Do You Have to Say for Yourself? (2002)
24. Диана де Форе./Diane de Foret (2002)
25. Сверчок на печи./The Cricket on the Hearth (2002)